# Міжнародний кримінальний суд
Міжнаро́дний криміна́льний суд (МКС) — перший правовий інститут, що діє постійно, в компетенцію якого входить переслідування осіб, відповідальних за геноцид, воєнні злочини і злочини проти людяності. Заснований на підставі Римського статуту, прийнятого в 1998 році. Існує з липня 2002 року.
На відміну від інших міжнародних і змішаних кримінальних судів, МКС є установою, що діє постійно. У його компетенцію входять злочини, скоєні після набуття чинності Римського статуту. Розташований у місті Гаазі, проте за бажанням Суду засідання можуть проходити у будь-якому місці. Міжнародний кримінальний суд не слід плутати з Міжнародним судом ООН, який також засідає в Гаазі, але має іншу компетенцію. МКС не входить в офіційні структури Організації Об'єднаних Націй, хоча може порушувати справи за поданням Ради Безпеки ООН.

## Історія
Міжнародне співтовариство давно прагнуло до створення постійно діючого міжнародного кримінального суду, але через всілякі розбіжності це питання впродовж тривалого часу завжди відкладалося. Створення міжнародного кримінального суду політичних лідерів, обвинувачених у скоєнні міжнародних злочинів, було вперше запропоновано в ході Паризької мирної конференції в 1919 році після Першої світової війни. Питання знову постало на конференції, що відбулася в Женеві під егідою Ліги Націй в 1937 році, що призвело до укладення першої конвенції, яка передбачала створення постійного міжнародного суду для перегляду актів міжнародного тероризму. Конвенція була підписана 13 державами, але ніхто не ратифікував її і тому Конвенція не набула чинності.
1948 року Генеральна Асамблея ООН у своїй резолюції вказувала на необхідність створення спеціального юридичного органу, який би на постійній основі займався кримінальним переслідуванням осіб, відповідальних за скоєння злочинів геноциду та інших злочинів аналогічної тяжкості. Робота над цим питанням була доручена Комісії міжнародного права, яка дійшла висновку, що створення такого органу є бажаним і можливим із точки зору міжнародного права, проте пізніше робота в цьому напрямку Генеральною Асамблеєю була припинена у зв'язку з відсутністю консенсусу до визначення поняття агресія.
У середині XX ст. після Другої світової війни міжнародне співтовариство досягло консенсусу тільки відносно визначення поняття геноциду, злочинів проти людяності та воєнних злочинів, прийнявши відповідні міжнародні документи з ним. Величезний вплив на формування міжнародного кримінального права надали Нюрнберзький і Токійський процеси над особами, винними у скоєнні воєнних злочинів, злочинів проти миру і проти людяності під час Другої світової війни. Надалі в умовах біполярного світу і загострення холодної війни питання про заснування міжнародного кримінального суду більше не порушувалося.
Тільки наприкінці 1980-х — початку 1990-х роках після закінчення холодної війни до цього питання було знову привернуто увагу. Спершу в 1989 році уряд Тринідаду і Тобаго звернувся з листом до Генеральної Асамблеї з проханням відновити роботу над питанням про міжнародний кримінальний суд, який у тому числі володів би юрисдикцією щодо злочинів, пов'язаних із незаконним обігом наркотичних речовин. Потім 1991 року в колишній Югославії почалася кровопролитна громадянська війна, а 1994 року в Руанді стався геноцид. Рада Безпеки ООН відреагувала на дві останні ситуації і своїм рішенням заснувала ad hoc трибунали (МТКЮ і МТР) для залучення до покарання відповідальних осіб. Однак, оскільки ці трибунали були створені для розслідування злочинів, скоєних тільки в конкретний час і в рамках певного конфлікту, міжнародне співтовариство досягнуло загальної згоди про те, що остаточно назріло питання про заснування незалежного і постійного кримінального суду. На своїй 52-й сесії Генеральна Асамблея з даного питання постановила скликати 1998 року під егідою ООН Дипломатичну конференцію в Римі за участю всіх держав. 17 липня 1998 міжнародне співтовариство досягло історичного рубежу, коли 120 держав підписало Римський статут — правову основу для створення постійного міжнародного кримінального суду, 21 країна утрималася від голосування. Сімома країнами, які проголосували проти договору, були Китай, Ірак, Ізраїль, Лівія, Катар, та Сполучені Штати Ємену.
Міжнародний кримінальний суд (МКС) є першим постійним міжнародним органом кримінального правосуддя, створеним на основі договору між державами, який необхідний, в першу чергу, для того щоб не допустити ситуації безкарності осіб, які вчинили найсерйозніші злочини, що викликають заклопотаність усього міжнародного співтовариства в цілому. МКС має статус незалежної міжнародної організації, і не є частиною структури ООН. Він розташовується в Гаазі (Нідерланди). Витрати суду фінансуються за рахунок його держав-учасників, а також можливі добровільні внески від урядів, міжнародних організацій, приватних осіб, корпорацій та інших суб'єктів.
Римський статут набрав чинності 1 липня 2002 після його ратифікації 60 країнами.
14 вересня 2023 року суд відкрив у Києві польовий офіс, найбільше на той момент представництво Суду за межами Гааги.

## Країни-учасники

Політична мапа світу з кольоровим позначенням типів держав-учасниць Римського статуту Міжнародного кримінального суду:
Підписали і ратифікували Статут
Ратифікували, але пізніше вийшли з нього
Підписали, але не ратифікували
Підписали, але згодом відкликали свій підпис
Не підписали і не ратифікували

Держави стають учасниками МКС, а злочини, скоєні їх громадянами або на їх території — підсудними йому, за фактом ратифікації Римського статуту.
Станом на квітень 2013 Римський статут ратифікували 122 держави у всьому світі. Зі 193 держав-членів ООН ратифікувала тільки 121 (острови Кука не є членом ООН), 31 — підписали, але не ратифікували, а 41 — зовсім не підписала.
Ряд країн принципово заперечує проти самої ідеї МКС, який обмежує суверенітет держав і дає невизначено широкі компетенції суду; серед них США, Китай, Індія, Ізраїль та Іран.
Найзапеклішим противником діяльності МКС є США. Уряд США хоча і підписав Римський статут у 2000 році, але вже 2002 року відкликав свій підпис. Спочатку Білл Клінтон, підписуючи документ, пояснив, що США не збираються ратифікувати Римський статут, поки повною мірою на власні очі не ознайомляться з роботою Міжнародного кримінального суду. Надалі вже адміністрація Буша-молодшого під приводом захисту своїх військовослужбовців повністю відмовилася від участі в Римському статуті, назвавши його таким, що порушує національні інтереси й суверенітет США. Крім того, у 2002 році ухвалено спеціальний Закон про захист американського персоналу за кордоном, який дозволив застосування військової сили для звільнення будь-якого американського громадянина або громадян з-поміж союзників США, затриманих на території якоїсь держави за ордером МКС. Також США уклали двосторонні угоди з низкою країн, у яких зобов'язали їх не видавати підозрюваних американських громадян Міжнародному кримінальному суду, а в разі порушення цих домовленостей США припинять надавати їм військову допомогу і будь-яку іншу підтримку.
Станом на серпень 2010 року, 113 країн приєдналися до Суду, у тому числі майже вся Європа і Південна Америка та половина країн Африки. Сейшельські острови та Сент-Люсія стануть 112-м і 113-м членами організації з 1 листопада 2010 року. Сейшельські острови ратифікували Статут 10 серпня 2010 року, а 18 серпня того ж року Сент-Люсія передала документи для ратифікації Римського Статуту до Генерального Секретаря ООН.
Станом на квітень 2013 року 34 держави-учасники МКС належать до африканських країн, 18 — до азійських, 18 — зі Східної Європи, 27 — з Латинської Америки та Карибського басейну і 25 — із Західної Європи та інших держав.
Після визнання 14 листопада 2016 року Міжнародним кримінальним судом анексії Криму рівнозначною міжнародному збройному конфлікту між Росією та Україною президент РФ Путін видав наказ про вихід РФ з-під юрисдикції суду.
Станом на 1 січня 2025 року, після набуття Україною повноправного членства в Міжнародному кримінальному суді (МКС), кількість учасників МКС зросла до 125 країн.

## Склад суду
У статті 34 Римського статуту Міжнародного кримінального суду зазначено перелік органів, із яких він складається, а саме:
- Президія;
- Апеляційне відділення, Судове відділення та Відділення попереднього провадження (попереднього розгляду справ);
- Офіс прокурора;
- Секретаріат.

### Президія
Загальний опис і функції Президії зазначені в ст. 38 Римського статуту.
«Голова і перший та другий віцеголова обираються абсолютною більшістю голосів суддів. Вони виконують свої функції протягом трирічного строку або до завершення строку їх повноважень як суддів у залежності від того, який із цих строків закінчується раніше. Вони можуть бути переобрані один раз. Голова разом із першим та другим віцеголовою утворюють Президію, котра несе відповідальність за:
1. Належне управління справами суду, за винятком Канцелярії прокурора;
2. Інші функції, покладені на нього відповідно до чинного Статуту.

При виконанні своїх повноважень, Президія координує діяльність із Прокурором та виконує інші функції, пов'язані з діяльністю Суду.»
Головою Президіуму є Сан Хюн Сон (Корея), повноваження якого дійсні до 2015 року.

### Відділення та палати суду
У статті 39 Римського статуту зазначено, що структуру судового компоненту Міжнародного кримінального суду складають Відділення попереднього провадження (англ. Pre-Trial Division), Судове відділення (англ. Trial Division) та Апеляційне відділення (англ. Appeals Division). Відділення складаються з палат (англ. Chamber), кількість яких може бути досить різною та визначатися залежно від ступеня складності справ, які розглядає суд.
Апеляційне відділення у своєму складі містить голову та ще чотирьох суддів, а Судове відділення і Відділення попереднього провадження (попереднього розгляду справ) — не менш ніж із шести суддів кожне. При цьому Апеляційна палата (англ. Appeals Chamber) повинна містити усіх суддів, які входять до складу Апеляційного відділення, одна Судова палата (англ. Trial Chamber) — не менш ніж трьох суддів Судового відділення, а до Палати попереднього розгляду (англ. Pre-Trial Chamber) — не менше за трьох суддів або одного судді відповідного відділення залежно від складності справи, що розглядається.
У березні 2023 року було оголошено про відкриття представництва суду в Україні, підписантами угоди про відкриття стали Генеральний прокурор України Андрій Костін та Секретар МКС Пітер Льюїс.

### Офіс Прокурора
Ст. 42 Римського статуту закріплює положення такого органу МКС як Офіс Прокурора.
Офіс Прокурора є незалежним органом МКС, уповноваженим на здійснення кримінального переслідування осіб, відповідальних за злочин, і висунення їм обвинувачення. Працівники Офісу не запитують і не виконують вказівок будь-якого зовнішнього джерела. Офіс очолює Головний прокурор. Незалежність прокуратури полягає в тому, що Прокурор та його заступники призначаються не Судом, а обираються Асамблеєю держав-учасниць строком на дев'ять років, повторно переобраними бути не можуть і не повинні бути представниками однієї держави.
На сьогодні Головним прокурором МКС є Карім Хан, представник Великої Британії. Раніше, у період 2012—2021 років, цю посаду обіймала Фату Бенсуда із Гамбії.

### Секретаріат
Положення про Секретаріат містить ст. 43 Римського статуту.
Секретаріат відповідає за аспекти, які відносяться до несудового управління справами та обслуговування Суду. Очолюється секретарем, котрий обирається суддями на п'ятирічний строк, Секретар затверджує у структурі Секретаріату Групу зі здійснення допомоги потерпілим і свідкам. Ця група забезпечує, радячись із Канцелярією Прокурора, заходи захисту та процедури безпеки, консультативну та іншу відповідну допомогу свідкам, потерпілим, які з'являються до суду, та іншим особам, котрим загрожує небезпека за надання свідчень. До складу групи входять працівники, що мають досвід праці з травмами, в тому числі травмами, пов'язаними зі злочином сексуального насилля.

### Судді
До складу Міжнародного кримінального суду входять 18 суддів, що обираються на строк 9 років Асамблеєю держав-учасниць суду, причому кожна з вище перелічених груп має бути представлена принаймні 2 суддями. Станом на квітень 2013 року 3 судді представляли Східну Європу, 3 — Азію, 4 — Африку, 2 — Латинську Америку, а інші 5 — Західну Європу та інші держави.
Усі судді обираються за двома списками. Список «А» містить осіб, визнаних спеціалістами у сфері кримінального права і процесу, так само наділених необхідним досвідом роботи як судді, прокурора або адвоката у цій сфері. Список «В» містить осіб, які є авторитетними спеціалістами у сфері міжнародного права, а саме у міжнародному гуманітарному праві та правах людини, мають великий досвід юридичної практики.

## Компетенція

### Склад злочину
Компетенція суду обмежена трьома видами злочинів:
- Геноцид — намір цілком або частково винищити національну, етнічну, расову або релігійну групу як таку.
- Злочини проти людяності — частина масштабного або систематичного переслідування, спрямованого проти мирного населення, причому про можливе переслідування злочинцеві заздалегідь було відомо.
- Воєнні злочини — порушення законів і звичаїв ведення війни, що регулюють поведінку збройних формувань під час війни і захищають цивільне населення, військовополонених, культурне надбання і таке інше.

У компетенцію Міжнародного кримінального суду пропонувалося також включити агресію. Проте під час переговорів у Римі сторони не змогли прийти до єдиного визначення цього злочину і тому було вирішено, що наразі Суд не може здійснювати правосуддя з питань, пов'язаних зі злочинною агресією.
Перелік дій, що становлять об'єктивну сторону певного злочину, містяться в Елементах злочинів (затверджено 09.09.2002 року).

### Час скоєння злочину
Компетенція Суду обмежена в часі злочинами, скоєними після 1 липня 2002 року, дати вступу Римського статуту у дію. Якщо деякий конфлікт — наприклад, війна в Уганді — продовжується вже двадцять років, то компетенція Суду обмежена діями після 1 липня 2002 року.

## Діяльність МКС
Після процесу формування, що зайняв приблизно три роки, та комплектації Міжнародного кримінального суду, він почав свою роботу.
Всього МКС отримав скарги про передбачувані злочини принаймні в 139 країнах, проте в даний час прокурором суду порушено розслідування тільки стосовно восьми ситуацій в Африці: в Демократичній Республіці Конго, Уганді, Центральноафриканській Республіці; в Суданському регіоні Дарфур; Кенії, Лівії, Кот-д'Івуарі і Малі. З них чотири були передані до суду самими державами як зацікавленими сторонами (Уганда, Демократична Республіка Конго, Центральноафриканська Республіка та Малі), два були передані Радою Безпеки ООН (Дарфур і Лівія), а два були розпочаті за власною ініціативою Прокурором (Кенія та Кот-д'Івуар).
У 2006 році почався розгляд Судом конкретних справ. 17 березня 2006 року був заарештований і відданий МКС громадянин Демократичної Республіки Конго Томас Лубанга Дьїло, лідер «Союзу конголезьких патріотів», учасник Ітурійського конфлікту. Він звинувачувався у призові на військову службу дітей віком до 15 років і використанні їх у військових діях. Початок суду над Лубангою планувалося на січень 2007 року, потім на червень 2008 року, але обидва рази відкладався з процедурних міркувань. Суд розпочався 26 січня 2009 року. 14 березня 2012 року Лубанга був визнаний винним за пред'явленими йому звинуваченнями. Це був перший обвинувальний вердикт МКС.
У грудні 2012 року Міжнародний кримінальний суд виправдав Метью Нгуджоло Чуї з Демократичної Республіки Конго. Він обвинувачувався у вчиненні воєнних злочинів і злочинів проти людяності під час ітурійського конфлікту. Судді у своєму рішенні постановили, що надані обвинуваченням докази і свідчення свідків, не дозволяють повною мірою без сумнівів дійти висновку про те, що Матьє Нгуджоло Чуї був командиром бойовиків, які причетні до нападу на село Богор.
Крім того, прокурор видав ордери на арешт 5 членів збройного формування Господньої армії опору в Уганді, обвинувачених у викраденні тисяч дітей, яких вони насильно вербували до своїх лав або використовували як домашню прислугу чи сексуальних рабів.
4 березня 2013 року один з обвинувачених МКС у справі про ситуації в Кенії Ухуру Кеніата був обраний президентом цієї країни в ході загальних виборів.
4 лютого 2021 року Міжнародний кримінальний суд у Гаазі визнав винним у воєнних злочинах та злочинах проти людства одного з лідерів угандійської Господньої армії опору Домініка Онгвена. Крім того, МКС видав ордери на арешт 5 членів зазначеного збройного формування, яке обвинувачується у викраденні тисяч дітей, яких вони насильно вербували до своїх лав або використовували як домашню прислугу чи сексуальних рабів.
24 жовтня 2024 року II Палата попереднього провадження Міжнародного кримінального суду підтвердила, що Монголія порушила зобов’язання як держава-учасниця Римського статуту та не заарештувала Путіна за ордером МКС під час його перебування у вересні 2024 року на території країни. У відповідному рішенні зазначається, що через відмову арештувати Путіна Монголія перешкодила МКС здійснювати свої функції та повноваження, причому імунітет глави держави не дозволяє ігнорувати ордер на арешт.

### Процесуальні фази МКС
1. Попереднє вивчення (англ. Preliminary investigation)
2. Розслідування (англ. Investigation)
3. Попередній розгляд (англ. Pre-Trial)
4. Судовий розгляд (англ. Trial)
5. Апеляційний розгляд (англ. Appeals)
6. Примусове виконання рішення суду (англ. Enforcement of sentence)

### Видача ордерів на арешт
21 липня 2008 року Міжнародний кримінальний суд видав ордер на арешт президента Судану Омара аль-Башира за звинуваченням у геноциді у зв'язку з конфліктом у Дарфурі. Таким чином аль-Башир став першим чинним главою держави, проти якого було висунуто звинувачення органом міжнародної юстиції.
27 червня 2011 року Міжнародний кримінальний суд видав ордери на арешт лівійського лідера Муаммара Каддафі, його сина Саїфа аль-Іслама і глави лівійської розвідки Абдулли аль-Сенуссі, звинувативши їх у злочинах проти людяності. Головний прокурор МКС Луїс Морено Окампо у травні 2011 року просив видати ордери за «навмисне» вбивство демонстрантів у Лівії після того, як Рада безпеки ООН звернулася з даним питанням до суду. У своїй постанові МКС повідомив, що існують «достатні підстави», щоб вважати, що Каддафі, його син і аль-Сенуссі вчинили злочини, що потрапляють під юрисдикцію суду, і що слід видати ордер на їх арешт. Проведення арештів, проте, є складним завданням для Міжнародного Кримінального Суду, зважаючи на відсутність власної поліції, що змушує суд покладатися в цій справі на країни-учасниці. Саїф аль-Іслам і Абдулла Сенуссі затримані і перебувають під вартою в Лівії, але в Міжнародний кримінальний суд досі не передані.
17 березня 2023 року Міжнародний кримінальний суд видав міжнародні ордери на арешт президента Росії Володимира Путіна, а також уповноваженої з прав дитини Марії Львової-Бєлової. Їх звинувачують в незаконній депортації населення та дітей з території України до Росії.
20 травня 2024 року Міжнародний кримінальний суд видав ордери на арешт прем'єр-міністра Ізраїлю Беньяміна Нетаньягу та міністра оборони Ізраїлю Йоав Ґаланта за злочини проти людства на території Палестини (сектора Гази), вчинені після 7 жовтня 2023 року.
21 листопада 2024 року, І Палата попереднього провадження Міжнародного кримінального суду (ICC Pre-Trial Chamber I) в своєму складі, у справі про ситуацію в Державі Палестина одноголосно ухвалила два рішення, якими відхилила оскарження Держави Ізраїль, порушеного відповідно до статей 18 і 19 Римського статуту. Суд видав ордер на арешт прем'єр-міністра Ізраїлю Біньяміна Нетаньягу та ексглави Міноборони Йоава Галанта. У повідомленні суду зазначено, що Нетаньягу обвинуватять «у воєнних злочинах і злочинах проти людяності, скоєних з 8 жовтня 2023 року до 20 травня 2024 року».
21 листопада 2024 року, Міжнародний кримінальний суд видав ордер на арешт командувача військового крила ХАМАС Мухаммеда Діаба Ібрагіма аль Масрі (Дейфа). Його судитимуть за злочини проти людства та воєнні злочини, скоєні на території Держави Ізраїль та Держави Палестина принаймні з 7 жовтня 2023 року.

## Заяви України
У 2014 році Верховна рада України звернулась до суду з проханням притягти до відповідальності Віктора Януковича та інших посадовців за злочини проти людяності під час мирних акцій протесту громадян із 30 листопада 2013 року до 22 лютого 2014 року. МКС визнав свою юрисдикцію в розслідуванні попри те, що на той момент Україна ще не ратифікувала Римський статут МКС.
2015 року Україна звернулася до суду щодо воєнних злочинів і злочинів проти людяності на сході України і в Криму. Другу заяву приєднали до першої і наприкінці 2020 року, після розгляду справи, прокурори ухвалили рішення про наявність підстав для початку офіційного розслідування.
У 2022 році прокурор Міжнародного кримінального суду в Гаазі ініціював розслідування воєнних злочинів Російської Федерації під час вторгнення до України.17 березня 2023 року МКС видав ордери на арешт президента РФ Путіна В. та чиновниці Львової-Бєлової М. у зв'язку з їхньою участю у викраденні дітей та відданням наказів по вчиненню даного злочину.
5 березня 2024 року МКС видав ордери на арешт командувача дальньої авіації РФ Кобилаша С. І. та командувача Чорноморського флоту РФ Соколова В. за три злочини: воєнний злочин у вигляді нападу на цивільні об'єкти (стаття 8(2)(b)(ii) Римського статуту); воєнний злочин у вигляді заподіяння надмірної випадкової шкоди цивільним особам або шкоди цивільним об'єктам (стаття 8(2)(b)(iv) Римського статуту) і злочин проти людства у вигляді нелюдських дій відповідно до статті 7(1)(k) Римського статуту.
25 червня 2024 року МКС видав ордери на арешт колишнього міністра оборони РФ Шойгу С. К. та начальника генштабу РФ Герасимова В. В.. Палата досудового розслідування II вважає, що існують достатні підстави вважати, що обидва підозрюваних несуть відповідальність за ракетні удари, завдані російськими збройними силами по українській електричній інфраструктурі щонайменше з 10 жовтня 2022 року до щонайменше 9 березня 2023 року.

## Міжнародні санкції проти МКС
6 лютого 2025 року, як повідомили CNN та інші американські новинні агентства, Президент США Дональд Трамп підписав Указ про санкції проти МКС, головною причиною чого став виданий ордер на арешт проти топпосадовців Ізраїлю. Раніше Палата представників США проголосувала за введення санкцій проти МКС.